# ダンシング・マスター

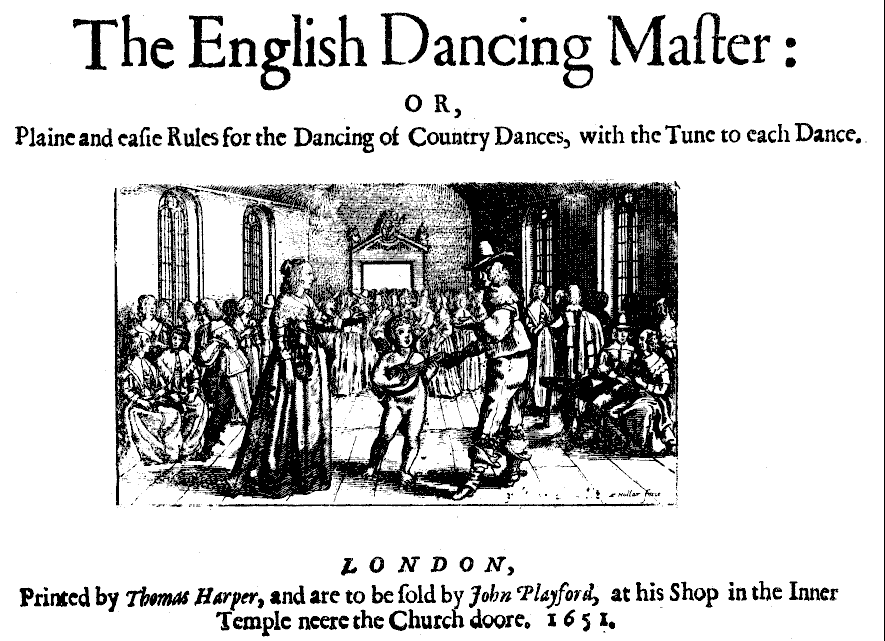
ダンシング・マスター 初版(1651年)の表紙

ダンシング・マスター(The Dancing Master。初版ではイングランドのダンシング・マスター(The English Dancing Master))は、17世紀イギリスのダンスの教則本。

## 概要
ダンシング・マスターは、17世紀後半イギリスの楽譜出版者ジョン・プレイフォードの最も成功した出版物である。これにはカントリー・ダンスの音楽と指導が含まれており、ジョン・プレイフォードとその後継者によって1651年から1728年頃までの間にいくつもの版が出版された。初版は単旋律付きの105のダンスが含まれていたが、以降の版には過去の版のいくつかを削ってその分新しい歌とダンスが追加され、この仕事は最終的に3巻構成になった。
ダンシング・マスターに収録されているいくつかのダンスは20世紀初頭にセシル・シャープ(en:Cecil Sharp)によってアレンジされて再出版され、この再構成された形は今日もダンサーからの人気を保っている。

## 現在知られている版と補遺
- 1651年 – 初版

この版だけがイングランドのダンシング・マスター(The English Dancing Master)と呼ばれている。出版元はジョン・プレイフォード。
- 1652年 – 第二版
- 1657年 – 第三版
- 1665年 – 第三版
- 1670年 – 第四版
- 1675年 – 第五版
- 1679年 – 第六版
- 1679年 – ダンシング・マスターへの補遺。
- 1686年 – 第七版
- 1687年? – 他のカントリーダンスのチューン集(Tunes of other Country-Dances)
- 1688年? – ダンシング・マスターへの新しい追加曲(A new Additional Sheet to the Dancing-Master)
- 1689年? – ダンシング・マスターへの新しい追加(A new Addition to the Dancing-Master)
- 1690年 – 第八版

ジョン・プレイフォードの息子ヘンリー・プレイフォード(en:Henry Playford)がはじめて出版したものとみられている。
- 1695年 – 第九版
- 1696年 – ダンシング・マスター第二部
- 1698年 – ダンシング・マスター第二部 第二版
- 1698年? – [題名のない補遺]
- 1698年? – ダンシング・マスター第二部への新しい追加曲(An Additional Sheet to the Second Part of the Dancing-Master)
- 1698年 – 第十版
- 1701年 – 第十二版
- 1702年 – 24の新しいカントリー・ダンス(Twenty Four New Country Dances)

ウィリアム・ピアソン(William Pearson)がヘンリー・プレイフォードのために印刷したもの。
- 1703年 – 第十二版
- 1706年 – 第十三版

ジョン・ヤング(en:John Young (publisher)によって出版された初めての版)
- 1709年 – 第十四版
- 1710年? – 第二巻 初版(Vol. the second, 1st edition)
- 1713年 – 第十五版
- 1714年? – 第二巻 第二版
- 1716年 – 第十六版
- 1718年 – 第二巻 第三版
- 1721年 – 第一巻 第十七版(Vol. the first, 17th edition)
- 1726年頃 – 第三巻 第二版(The Third Volume, 2nd edition)
- 1728年頃 – 第一巻 第十八版
- 1728年 – 第二巻 第四版